# Хохленков Богдан Олександрович
Богда́н Олекса́ндрович Хохленков (8 квітня 1992, м. Маріуполь, Україна — 28 березня 2022, м. Дніпро, Україна) — старший сержант окремого загону спеціального призначення НГУ «Азов» Національної гвардії України, учасник російсько-української війни, що загинув під час російського вторгнення в Україну 2022 року.

## Життєпис
Народився 8 квітня 1992 року в Маріуполі. Закінчив Приазовський державний технічний університет. Займався спортом, кандидат у майстри спорту з водного поло.
Під час навчання долучився до руху вболівальників футбольного клубу «Маріуполь», згодом став учасником закритого фанатського колективу «Проєкт 32».
Боронити українську землю від російських загарбників Богдан почав у 2015 році в батальйоні «Азов». Спочатку служив у артилерійському дивізіоні, згодом перейшов до мінометної батареї 2-го батальйону оперативного призначення Окремого загону спеціального призначення «Азов» (2-го БОП ОЗСП «Азов»).
24 лютого 2022 року зустрів у рідному місті, беручи участь в обороні Маріуполя.
22 березня під час бою дістав кульове поранення. Три дні перебував на території металургійного комбінату Азовсталь. Відтак з іншими важкопораненими евакуйований у шпиталь м. Дніпро, де помер від поранення, якого зазнав, 28 березня 2022 року.
У Богдана Хохленкова залишилися дружина та донька, якій на момент втрати батька не було ще й року.

## Нагороди та відзнаки
2016 — відзнака Президента України «За участь в антитерористичній операції».
2019 — Нагрудний знак «За доблесну службу» (наказ № 42 від 08.02.2019 р.).
2019 — почесний нагрудний знак Начальника Генерального штабу «За взірцевість у військовій службі» III ступеня (Наказ № 54 від 12.02.2019 р.).
2019 — відзнака Командувача об'єднаних сил «Козацький хрест» III ступеня (Наказ № 880 від 19.09.2019 р.).
2022 — орден «За мужність» IІI ступеня.
2022 — орден «За мужність» II ступеня (посмертно) — «За особисту мужність і самовіддані дії, виявлені у захисті державного суверенітету та територіальної цілісності України, вірність військовій присязі».
- нагрудний знак «Учасник АТО».
- нагрудний знак «Ветеран війни — учасник бойових дій».